# نت تی وی (آرژانتین)
نت تی وی یک شبکه تلویزیونی تجاری آرژانتینی است که متعلق به پرفیل است و توسط کوارزو اینترتینمنت آرژانتین اداره می‌شود. دفتر مرکزی این شبکه در باراکاس، بوئنوس آیرس است. نت تی وی اولین بار رسمی خود را در ۱ اکتبر ۲۰۱۸ با برنامه گفتگو با مضمون آشپزی مثل همه چیز انجام داد که ششمین شبکه پخش " باید حمل " آرژانتین و اولین شبکه در ۵۴ سال پس از راه اندازی تلویزیون آمریکا در سال ۱۹۶۴ شد.